# 李梅芳 (1939年)
李梅芳（1939年—），女，江苏如皋人，中华人民共和国农学家，中国农业科学院研究员，第九、十届全国人大代表。